# Henryk Goldberg
Henryk Goldberg (* 15. April 1949 in Erfurt) ist ein deutscher Journalist, Filmkritiker und Theaterkritiker.

## Leben
Henryk Goldberg wuchs in Erfurt auf. Sein Vater Chaskiel Goldberg war als polnischer Jude über Auschwitz und Buchenwald in das Außenlager Dora gekommen und hatte sich nach seiner Befreiung als polnischer Staatsbürger in Thüringen niedergelassen. Als Opfer des Faschismus wurde Chaskiel später von der DDR eine Rente zugestanden und er konnte sich ein Haus kaufen. 1957, als Henryk acht Jahre alt war, verurteilte man seinen Vater wegen seiner Geschäftstätigkeit und Boykotthetze zu sieben Jahre Haft in Bautzen, so dass Henryk wesentliche Zeit seiner Jugend ohne Vater lebte.
Henryk machte zunächst eine Lehre als Schriftsetzer, die er jedoch nach einem Jahr abbrach. Danach arbeitete er fünf Jahre am Theater Erfurt als Bühnenarbeiter, Beleuchter und Heizer. Es folgten Abitur an der Volkshochschule, Studium der Theaterwissenschaft in Berlin und Eintritt in die SED. 1976 bis 1978 war er wieder am Erfurter Theater beschäftigt, nun als Dramaturg.
Seine journalistische Laufbahn begann er als Kulturredakteur beim Neuen Deutschland und der Jungen Welt. 1987 wurde er stellvertretender Chefredakteur des Filmspiegels. Nach der Wende war er zunächst freiberuflich tätig und ist seit 1991 Kulturredakteur der Thüringer Allgemeinen. Zudem veröffentlicht er Beiträge in anderen Medien wie Das Blättchen oder Getidan (Internet-Blog des Filmspiegels) und nimmt an zahlreichen öffentlichen Diskussionsveranstaltungen teil. Seine regelmäßigen Wochenendkolumnen in der Thüringer Allgemeinen, seine Aufsätze zu kulturellen und religiösen Themen sowie seine Film- und Theaterkritiken finden auch überregional Beachtung.

## Zitate
„Wenn einmal die Rechnung aufgemacht wird, wer und was dieses Land so um und um gewandelt hat, da wird unser wohl kaum sonderlich gedacht sein. Oder auf eine Weise, die uns nicht sehr gefallen wird.“ (Dezember 1989)
„In der Tat hätte auch und gerade diesem Papst eine Art von Demut gegenüber der historischen Mitverantwortung der Kirche wohl angestanden. Denn die christlichen Kirchen beider Konfessionen haben die Grundlagen des Holocaust, den Antijudaismus, erst in die Welt getragen.“ (Dezember 2012)

## Werke
- Damals und noch viel früher. Feuilletons. In: Edition Muschelkalk. Nr. 26. Wartburg-Verlag, Weimar 2008, ISBN 978-3-86160-326-9.